# Applegate (Oregon)
Applegate az Amerikai Egyesült Államok északnyugati részén, Oregon állam Jackson megyéjében, az Oregon Route 238 mentén elhelyezkedő önkormányzat nélküli település.

## Története
Névadója Lindsay Applegate, aki testvéreivel, Jesse-vel és Charlesszal érkezett az Applegate Trail mentén.

## Éghajlat
A település éghajlata mediterrán (a Köppen-skála szerint Csb).

## Borászat
2001-ben az Applegate-völgyi lett Oregon hatodik hivatalosan is elismert borvidéke.

## Fordítás
- Ez a szócikk részben vagy egészben  az   Applegate, Oregon című angol Wikipédia-szócikk ezen változatának fordításán alapul.  Az eredeti cikk szerkesztőit annak laptörténete sorolja fel. Ez a jelzés csupán a megfogalmazás eredetét és a szerzői jogokat jelzi, nem szolgál a cikkben szereplő információk forrásmegjelöléseként.